# This Is the Life (canção)
"This Is the Life" é o quarto single da cantora e compositora escocesa, Amy Macdonald, para o seu álbum de estreia, This Is the Life.

## Certificações
| País     | Certificação |
| -------- | ------------ |
| Bélgica  | Platina      |
| Alemanha | Platina      |
| Suíça    | Ouro         |
| Espanha  | 2× Platina   |